# Virginia striatula
Virginia striatula is een slang uit de familie toornslangachtigen en de onderfamilie waterslangen (Natricinae).

## Naam en indeling
De wetenschappelijke naam van de soort werd voor het eerst voorgesteld door Carl Linnaeus in 1766. Oorspronkelijk werd de wetenschappelijke naam Coluber striatulus gebruikt. De slang werd later aan andere geslachten toegekend, zoals Natrix, Virginia, Amphiardis, Conocephalus, Falconeria, Potamophis en Haldea.
De naam is in 2023 hersteld naar het geslacht Virginia, door Leroy P. Nunez, Frank T. Burbrink, David W. Weisrock en Levi N. Gray.

## Uiterlijke kenmerken
De slang blijft klein en bereikt een totale lichaamslengte van 18 tot 25 centimeter, uitschieters kunnen tot 32 cm lang worden. De lichaamskleur is grijs tot roodbruin, juveniele dieren hebben een donkerdere kleur. De schubben op de rug zijn gekield, de kop heeft een puntige snuit.

## Levenswijze
De vrouwtjes zetten eieren af. Op het menu staan voornamelijk kleine ongewervelden zoals regenwormen.

## Verspreiding en habitat
De soort komt voor in delen van Noord-Amerika en leeft endemisch in de Verenigde Staten. De slang is hier aangetroffen in de staten Texas, Oklahoma, Louisiana, Arkansas, Kansas, Missouri, Alabama, Mississippi, Georgia, Florida, South Carolina, North Carolina, Virginia en Tennessee. De habitat bestaat uit bossen, savannes, scrublands en graslanden. Ook in door de mens aangepaste streken zoals weilanden en landelijke tuinen kunnen de dieren worden aangetroffen.

## Beschermingsstatus
Door de internationale natuurbeschermingsorganisatie IUCN is de beschermingsstatus 'veilig' (Least Concern of LC).
Adelophis ·
Afronatrix · 
Amphiesma · 
Amphiesmoides · 
Anoplohydrus · 
Aspidura ·
Atretium ·
Blythia ·
Clonophis · 
Fowlea ·
Haldea · 
Hebius ·
Helophis · 
Herpetoreas ·
Hydrablabes ·
Hydraethiops ·
Iguanognathus · 
Isanophis · 
Limnophis · 
Liodytes ·
Natriciteres ·
Natrix ·
Nerodia ·
Opisthotropis ·
Paratapinophis · 
Pseudagkistrodon · 
Regina ·
Rhabdophis ·
Rhabdops ·
Smithophis ·
Storeria ·
Thamnophis ·
Trachischium ·
Trimerodytes ·
Tropidoclonion · 
Tropidonophis ·
Virginia · 
Xenochrophis